# Galtür
Galtür település Ausztriában, Tirolban a Landecki járásban található. Területe 121,2 km², lakosainak száma 795 fő, népsűrűsége pedig 6,6 fő/km² (2014. január 1-jén). A település 1584 méteres tengerszint feletti magasságban helyezkedik el.
Galtür népszerű síterep a svájci határ mellett.

## Fordítás
- Ez a szócikk részben vagy egészben  a   Galtür című angol Wikipédia-szócikk ezen változatának fordításán alapul.  Az eredeti cikk szerkesztőit annak laptörténete sorolja fel. Ez a jelzés csupán a megfogalmazás eredetét és a szerzői jogokat jelzi, nem szolgál a cikkben szereplő információk forrásmegjelöléseként.